# Izvorul tinereții

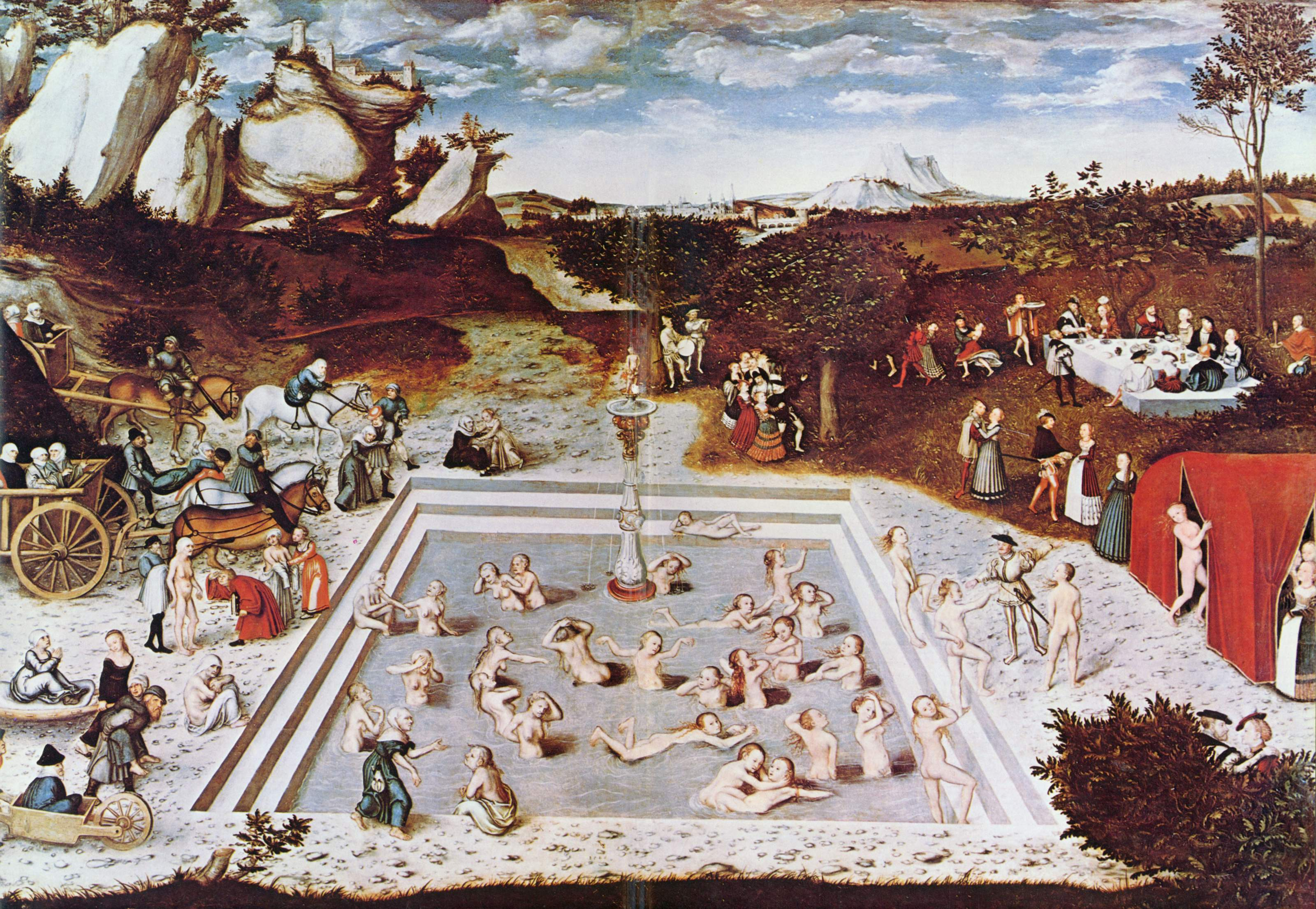
Izvorul tinereții de Lucas Cranach cel Bătrân

Izvorul tinereții (sau Fântâna tinereții) este un izvor legendar despre care se presupune că ar restabili tinerețea oricărui ar bea sau s-ar scălda în apa acestui izvor. Povestiri legate de acesta s-au relatat în întreaga lume timp de mii de ani, aparând în scrierile lui Herodot, Alexandru cel Mare și poveștile Preotului Ioan. Istorii despre ape similare au fost, de asemenea, proeminente printre popoarele indigene din Caraibe în perioada Marilor Descoperiri, care relatau despre puterile restauratoare a unei ape în țara mitică numită Bimini.
Legenda a devenit deosebit de cunoscută în secolul al XVI-lea, când fântâna a fost căutată de exploratorul spaniol Juan Ponce de León, primul guvernator de Puerto Rico. În timpul acestei călătorii acesta a descoperit Florida în 1513.